# جون وايت هويل
جون وايت هويل (بالإنجليزية: John White Howell)‏ هو مهندس كهربائي أمريكي، ولد في 22 ديسمبر 1857 في نيو برونزويك في الولايات المتحدة، وتوفي في 28 يوليو 1937.